# 科布罗
科布罗是德国梅克伦堡-前波莫瑞州的一个市镇。总面积37.48平方公里，总人口441人，其中男性252人，女性189人（2011年12月31日），人口密度12人/平方公里。